# Felipe Anderson
Felipe Anderson Pereira Gomes, född 15 april 1993 i Brasília, Brasilien, mer känd som endast Felipe Anderson, är en brasiliansk fotbollsspelare som spelar för Lazio i Serie A.

## Klubbkarriär
Den 15 juli 2018 meddelade West Ham att man värvat Felipe Anderson från Lazio för en rekordsumma inom klubben. Övergångssumman ska ha landat på runt 35 miljoner pund och uppges kunna stiga med ytterligare 7 miljoner i bonusar, medan han signerade ett kontrakt till 2022.
Den 3 augusti 2018 meddelade West Ham via sin hemsida att Anderson kommer bära nummer 8 i klubben. Den 6 oktober 2020 lånades Felipe Anderson ut till Porto på ett låneavtal över säsongen 2020/2021.
Den 16 juli 2021 stod det klart att Anderson var klar för en återkomst i Lazio, en klubb han tidigare representerade mellan åren 2013 och 2018.

## Landslagskarriär
Felipe Anderson debuterade för Brasiliens landslag den 7 juni 2015 i en träningsmatch mot Mexiko, där han blev inbytt i den 83:e minuten mot Fred.
2016 var han med när Brasilien tog OS–guld. Han fick spela fyra matcher totalt i turneringen och var framför allt med i finalen mot Tyskland, som slutade 1–1 under ordinarie tid och sedan 5–4 till Brasilien på straffar.